# Emilio Massera
Emilio Eduardo Massera (Paraná, 19 d'octubre de 1925 – Buenos Aires, 8 de novembre de 2010) fou un militar argentí.
Entre 1976 i 1978 formà part, juntament amb Jorge Videla i Orlando Agosti, de la junta militar que derrocà a la presidenta Isabel Perón amb un cop d'Estat i governà de facto l'Argentina durant el Procés de Reorganització Nacional.
Morí el 8 de novembre de 2010 a Buenos Aires als vuitanta-cinc anys.